# Liste der Monuments historiques in Giraumont (Meurthe-et-Moselle)
Die Liste der Monuments historiques in Giraumont führt die Monuments historiques in der französischen Gemeinde Giraumont auf.

## Liste der Immobilien
| Bezeichnung          | Beschreibung | Standort                                   | Kennzeichnung | Schutzstatus | Datum | Bild           |
| -------------------- | --- | ------------------------------------------ | ------------- | ------------ | ----- | -------------- |
| Château de Tichémont | Burg, 14. Jahrhundert, im 16. Jahrhundert zum Schloss umgebaut; Nordflügel bezeichnet 1568, Wirtschaftshof bezeichnet 1699; französischer Garten, 18. Jahrhundert; Landschaftsgarten, 19. Jahrhundert, mit Orangerie von 1824 | nordwestlich des Ortes an der D 152 (Lage) | PA54000002    | Inscrit      | 1996  | weitere Bilder |